# ليوبولد أنول
ليوبولد أنول مواليد 19 أغسطس 1922 في لياج، بلجيكا - الوفاة 5 فبراير 1990 في لياج، كان لاعب كرة قدم بلجيكي كان يلعب في مركز الهجوم. سبق له أن لعب في كأس العالم لكرة القدم مع منتخب بلاده وذلك في مونديال عام 1954 حيث سجَّل في هذا المونديال ثلاثة أهداف. لعب خلال مسيرته 399 مباراة سجل خلالها 140 هدفاً.

## المسيرة الاحترافية

### أندية لعب لها
- نادي لييج
- ستاندارد لييج

## روابط خارجية
- ليوبولد أنول على موقع الاتحاد الدولي (مؤرشف)  (الإنجليزية)
- ليوبولد أنول على موقع الاتحاد البلجيكي (الإنجليزية)
- ليوبولد أنول على موقع قاعدة بيانات كرة القدم.إي يو (الإنجليزية)
- ليوبولد أنول على موقع ناشيونال فوتبول تيمز (الإنجليزية)
- ليوبولد أنول على موقع Soccerway.com (الإنجليزية)
- ليوبولد أنول على موقع عالم كرة القدم.نت (الإنجليزية)